# BarCraft
BarCraft ist ein Kofferwort für Public-Viewing von StarCraft in Bars. Dabei gilt der Begriff „BarCraft“ auch für andere E-Sporttitel als StarCraft. Dieses Phänomen trat zuerst im Frühling 2011 in den Vereinigten Staaten, mit dem Start der North American Star League auf. Es wird auf den Team-Liquid-Benutzer „primadog“, dem Reddit-Benutzer „o_Oskar“ und der „Chao Bistro and Bar“ in Seattle zurückgeführt.

## Entstehung
Im Mai 2011 eröffnete der user o_Oskar ein neues Thema auf Reddit, dass die Leute am 11. des Monats ins Chao in Seattle kommen könnten, um dort die Spiele der North American Star League anzuschauen, ein paar Bier dabei zu trinken und die Gesellschaft anderer StarCraft Fans zu genießen.
Seitdem wächst das BarCraft-Phänomen mit BarCrafts in den Vereinigten Staaten, Kanada und vielen weiteren rund um die Welt.
Die ersten BarCrafts in Europa fanden Ende August 2011 in London und Stockholm statt. Zur DreamHack Winter 2011 am 25./26. November wurden BarCrafts bereits in vielen großen Städten in Europa veranstaltet. Dabei finden sich bei diesen Veranstaltungen auch immer wieder Sponsoren aus der Spieleindustrie, so dass zum Beispiel Gewinnspiele in Pausen veranstaltet werden können.

## Deutschland
Im August 2011 entstanden über Internetforen auch in Deutschland die ersten privaten BarCrafts, dann die ersten offiziellen in Berlin und in Aachen am 9. Oktober 2011. Etwas später dann weitere in Hamburg am 20. Oktober 2011, in Leipzig am 26. Oktober und in München am 25. November 2011.

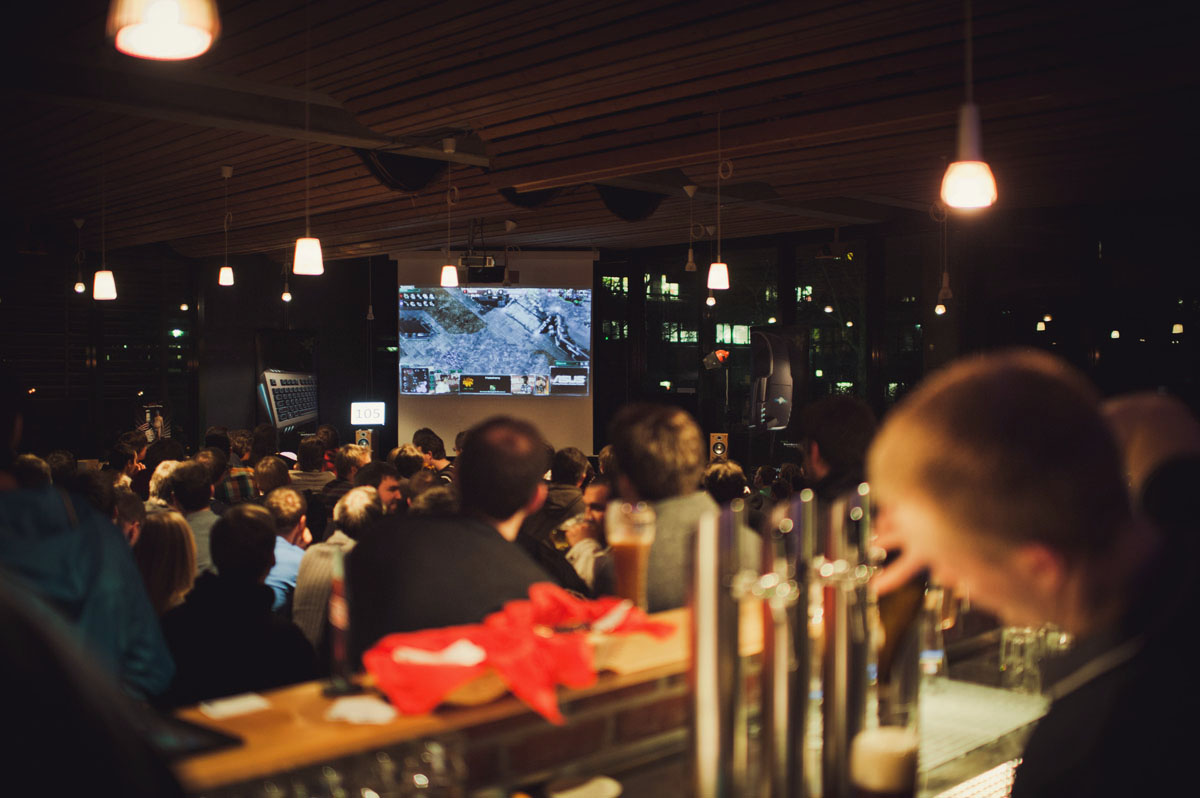
2. BarCraft in München mit bis zu 300 Zuschauern über den Abend verteilt

Dabei gilt das zweite offizielle BarCraft welches in München veranstaltet wurde als bisher größtes in ganz Deutschland mit ca. 300 Besuchern und konnte durch die entstandene Berichterstattung wie z. B. von Spiegel Online und jetzt.de für seine weiteren Veranstaltungen die Sponsoren Wildfire, Razer sowie Blizzard Entertainment gewinnen. Immer öfter fanden Veranstaltungen zur gleichen Zeit in deutschen Städten statt und die einzelnen Events in den Städten wuchsen.
Zu den World Championship StarCraft II Europe Finals am 16. September 2012 fanden BarCrafts in 8 deutschen Städten zur gleichen Zeit statt.

## BarCraft-Connect
Im August 2012 wurde die Dachorganisation BCON gegründet, um eine Anlaufstelle für alle BarCraft Veranstalter weltweit zu bieten. Aktuell arbeitet BCON aber nur in Deutschland, Italien, Frankreich, Österreich und in der Schweiz. Dabei werden Informations- und Werbematerial entwickelt um BarCrafts an ein breiteres Publikum, potenzielle Gastgeber und Sponsoren zu bewerben, sowie einen besseren Informationsfluss zwischen BarCrafts und E-Sport Event Veranstaltern herzustellen, damit Zeitpläne der Veranstaltungen früher bekannt werden und die BarCraft Veranstalter anhand dessen besser planen können.

### BCON Clash #1
Am 13. Juli fand das erste Finale des BCON Clash statt. Ein Turnier aller "Nicht-Profi-Spieler" aller Barcraft, die sich unter der Dachorganisation Barcraft-Connect vereinigen. Der erste BCON-Clash hatte dank einem deutschen Sponsor einen Preispool von € 400 und es trafen sich Spieler aus Deutschland, Österreich, Italien, Frankreich, Rumänien und der Schweiz.

### BCON Clash #2
Am 29. September 2013 wurde der BCON Clash #2 angekündigt. An diesem Community-Turnier dürfen nun Spieler aller Spielstärken teilnehmen. Einzige Bedingung ist die Anmeldung auf einem Barcraft oder einer sonstigen E-Sport-Community-Veranstaltung, die sich bei Barcraft Connect gemeldet hat. Den Titel errang HasuObs.